# Eudule austria
Eudule austria là một loài bướm đêm trong họ Geometridae.